# Liste von Persönlichkeiten der Stadt Jičín

Wappen der Stadt Jičín (deutsch Jitschin)

Die Liste der Persönlichkeiten der Stadt Jičín in Tschechien enthält Personen, die in der Geschichte der Stadt Jičín (deutsch Jitschin, zuvor Gitschin) eine bedeutende Rolle gespielt haben. Es handelt sich dabei um Persönlichkeiten, die hier geboren oder gestorben sind oder hier gewirkt haben.

## Söhne und Töchter der Stadt
Die folgenden Personen sind in Jičín bzw. Jitschin oder Gitschin oder den heutigen Ortsteilen der Stadt geboren. Ob sie ihren späteren Wirkungskreis hier hatten oder nicht, ist dabei unerheblich.

### Persönlichkeiten des 20. Jahrhunderts

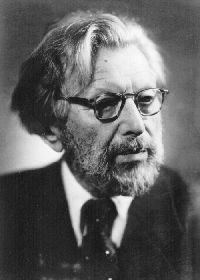
Josef Štefan Kubín (um 1920)

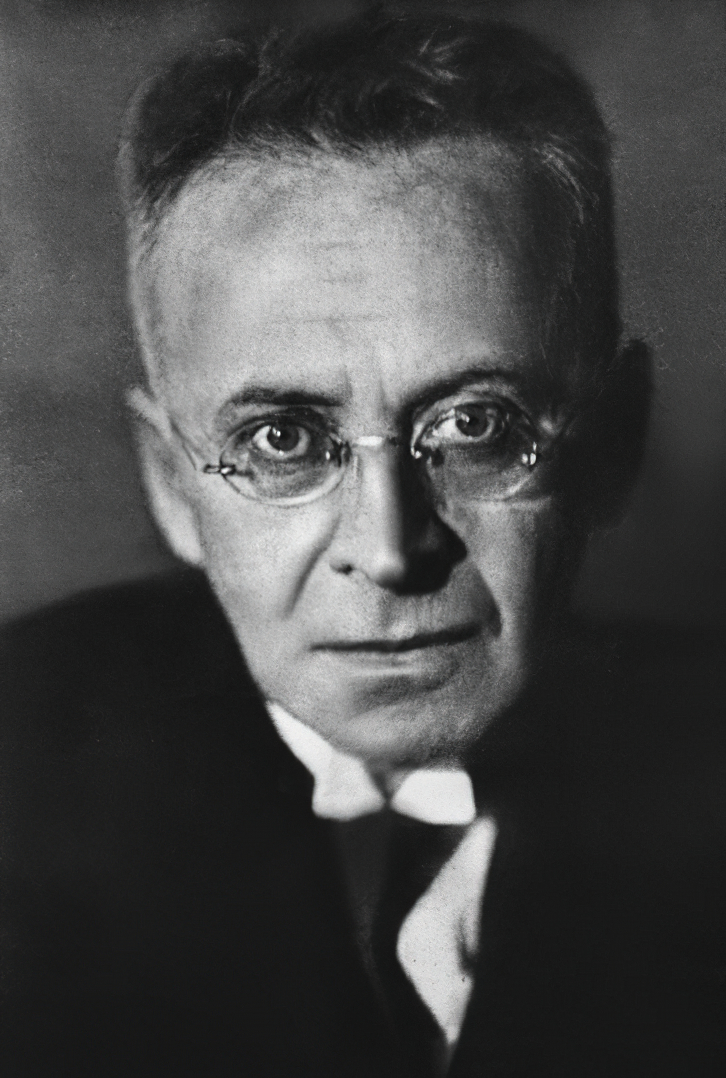
Karl Kraus (um 1920)

- August Miřička (1863–1946), Jurist[1]
- Josef Štefan Kubín (1864–1965), Ethnograph und Schriftsteller
- Karl Weinfurter (1867–1942), Übersetzer und Schriftsteller
- Karl Kraus (1874–1936), Schriftsteller
- Robert Winterstein (1874–1940), Politiker und Justizminister in Österreich
- Paul Winterstein (1876–1945), Berufsoffizier
- Vlastislav Hofman (1884–1964), Architekt, Städteplaner, Architekturtheoretiker, Maler, Grafiker und Szenograph
- Zdenko von Kraft (1886–1979), Schriftsteller
- Ernst Polak (1886–1947), Literaturkritiker und Literaturagent
- Jan Morávek (1887–1960), Historiker und Archivar
- Josef Honys (1919–1969), Dichter, Künstler und Repräsentant der tschechischen Experimentalkunst der 1960er Jahre
- Zdeněk Řehoř (1920–1994), Schauspieler
- Josef Smolík (1922–2009), evangelischer Theologe, Pfarrer der Evangelischen Kirche der Böhmischen Brüder, Hochschullehrer an der Prager Hus- bzw. Comenius-Fakultät, Dekan der Karlsuniversität, Ökumeniker und Friedensaktivist
- Zuzana Kočová (1922–1988), Regisseurin, Dramatikerin und Schriftstellerin
- Lucie Radová, geb. Libuše Straková (1931–2016), Kunstmalerin, Buchillustratorin, Organistin und Restauratorin
- Jozef Sixta (1940–2007), Komponist und Musikpädagoge
- Rainer Schandry (* 1944), emeritierter Professor für Biopsychologie an der LMU München und Autor mehrerer Fachbücher
- František Máka (* 1968), Nordischer Kombinierer
- Robert Dellnitz (* 1969), Volleyball-Nationalspieler.
- Milena Oda (* 1975), Schriftstellerin

### Persönlichkeiten des 21. Jahrhunderts

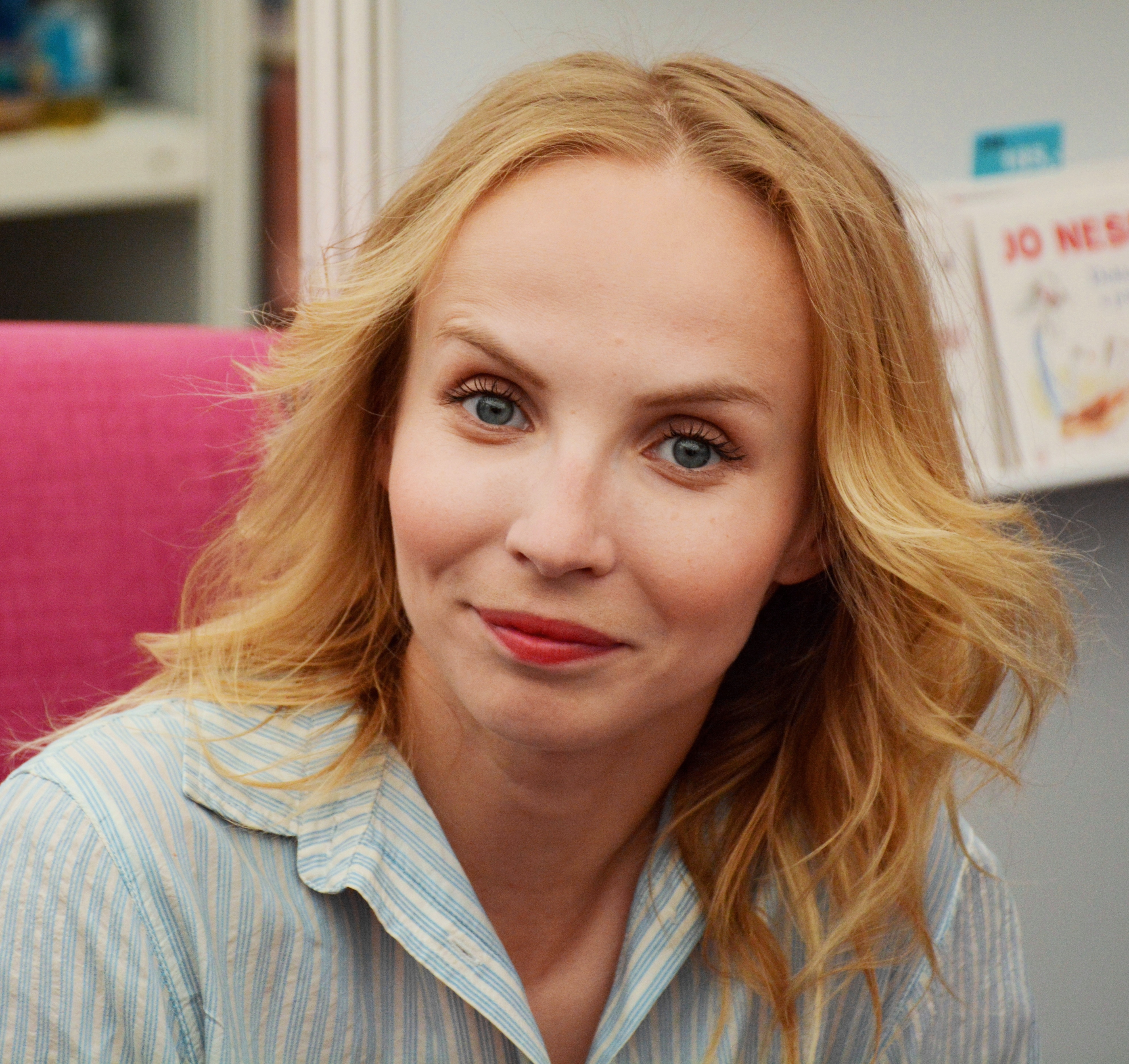
Jana Plodková (2012)

- Jana Plodková (* 1981), Schauspielerin
- Jaroslav Soukup (* 1982), Biathlet
- Barbora Řeháčková (* 1989), Jazzsängerin

## Persönlichkeiten, die in Jičín (Jitschin/Gitschin) gestorben sind
- Rudolf von Stubenberg († 1620), Adeliger, der aktiv an der Ständepolitik Böhmens teilnahm
- Elisabeth Katharina Smiřická von Smiřice († 1620), Adlige, ihre Familie gehörte zu den reichsten Familien in Böhmen
- Josef Gočár († 1945), Architekt und Stadtplaner, gilt als einer der Protagonisten der modernen tschechischen Architektur
- Adalbert Hartmann († 1949), Jurist und Politiker (NSDAP)

## Persönlichkeiten mit Bezug zur Stadt
- Jacob Bassevi von Treuenburg (1580–1634), kaiserlicher Hofbankier
- Albrecht von Waldstein (1583–1634), Feldherr
- Sebastian Steinmüller (1605–1635), wallensteinischer Münzmeister
- František Cyril Kampelík (1805–1872), tschechischer Volksaufklärer und Begründer der Selbsthilfe-Genossenschaften
- Jan Gebauer (1838–1907), Sprachwissenschaftler und Literaturhistoriker, besuchte die dortige Schule
- Josef Gočár (1880–1945), Architekt
- Josef Váchal (1884–1969), Schriftsteller, Maler, Designer und Drucker